# چشم‌اندازی از اور-سور-واز
چشم‌اندازی از اور-سور-واز (انگلیسی: View of Auvers-sur-Oise) نقاشی رنگ روغن بر روی بوم کرباس از پل سزان نقاش جنبش پست‌امپرسیونیسم فرانسوی است که در میان سال‌های ۱۸۷۹–۸۰ خلق شد.